# Остриковка (Дагестан)
Остриковка — бывший немецкий хутор в Бабаюртовском районе Дагестана Россия. В 1922 году центр Остриковского сельсовета.

## Географическое положение
Располагался в 10 км севернее села Татаюрт, на Страховском канале.

## Название
При образование хутор получил название Фридгейм (с нем. Жаркий дом), кроме того у хутора существовало и второе название Фриденсгейм (с нем. Мирный дом). В период первой мировой войны, на волне по борьбе с немецкими названиями хутор переименовывается в Остриковку.

## История
Хутор основан немцами переселенцев в 1900-х году. Одними из первых в Терской области внедрили высокоудойную красную породу крупного рогатого скота. Разорен в период гражданской войны, большая часть населения бежала. Окончательно покинут предположительно в начале 30-х годов XX века.

## Население
В 1914 году на хуторе проживало 46 человек, немцы, лютеране.